# Laboulaye
Laboulaye – miasto w Argentynie, położone w południowej części prowincji Córdoba.

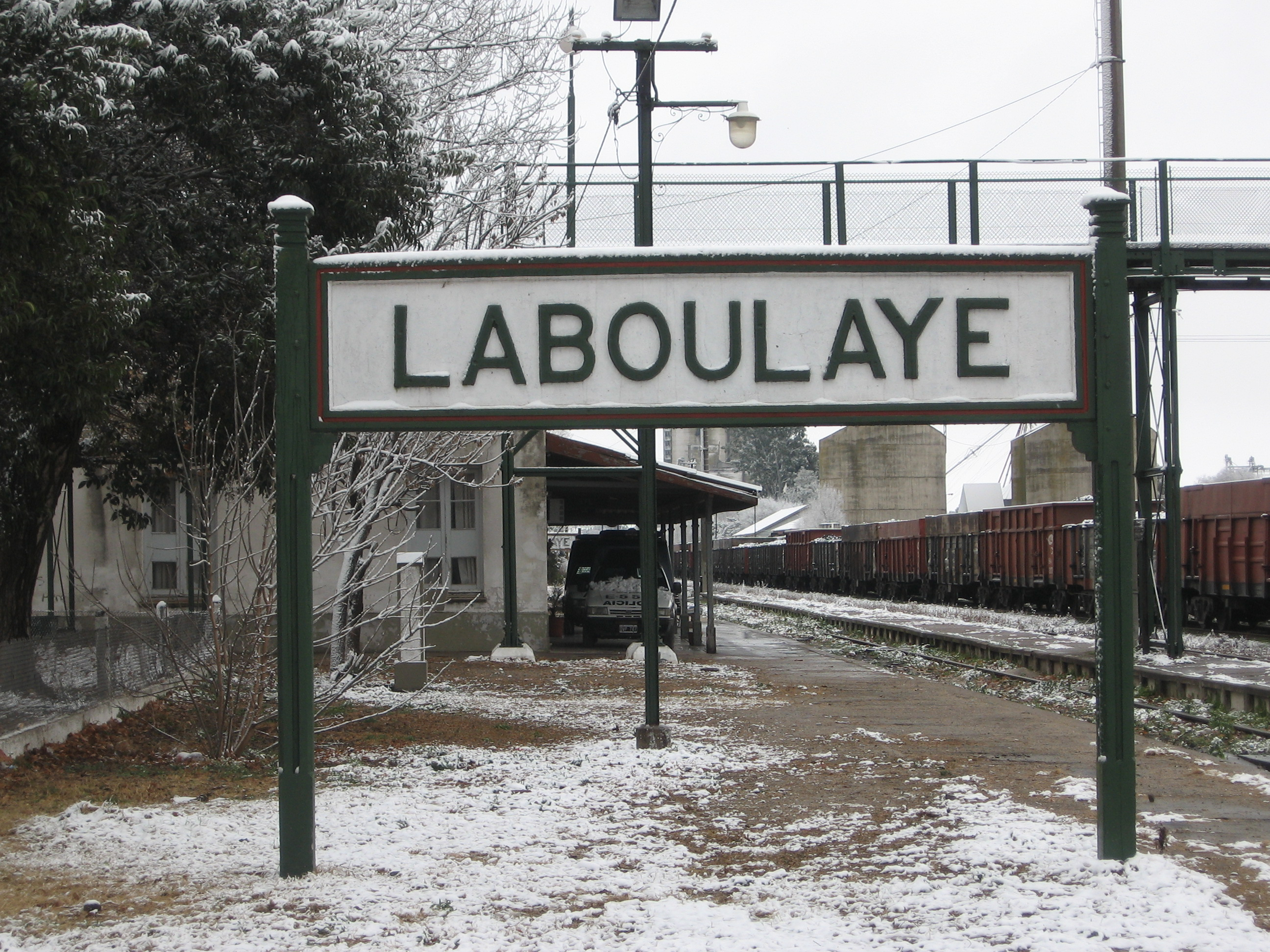
Stacja kolejowa Laboulaye

## Opis
Miejscowość została założona w 1886 roku. W mieście znajduje się węzeł drogowy-RP4 i RN7 i stacja węzłowa. . 